# Bernardo Mattarella
Pour les articles homonymes, voir Mattarella.
Bernardo Mattarella, né le 15 septembre 1905 à Castellammare Del Golfo et mort le 1er mars 1971 à Rome, est un homme politique italien, membre de la Démocratie chrétienne (DC).
Né au nord-ouest de la Sicile dans une famille catholique modeste, il adhère en 1922 au Parti populaire italien (PPI). Il est diplômé en droit en 1929 et maintient son engagement dans les milieux catholiques sous le fascisme. Il participe en 1942 à la fondation de la Démocratie chrétienne.
Il devient en 1944 secrétaire d'État à l'Instruction publique, puis député. Lors de sa séance constitutive, l'Assemblée constituante le nomme questeur. Il conserve brièvement ce poste lors de la Ire législature de la Chambre des députés, avant d'être nommé secrétaire d'État aux Transports jusqu'en 1950.
Son premier parcours ministériel commence en juillet 1953. Il est d'abord ministre de la Marine marchande, puis ministre des Transports, ministre des Postes et enfin ministre du Commerce extérieur. En 1958, il reprend ses activités à la Chambre des députés comme président de la commission des Transports, qu'il doit abandonner en 1962 pour redevenir ministre des Transports. L'année suivante, il est désigné ministre de l'Agriculture, puis retrouve le poste de ministre du Commerce extérieur jusqu'en 1966.
Réélu député avec son plus mauvais résultat personnel en 1968, il prend la présidence de la commission de la Défense et sort définitivement du gouvernement. Il meurt trois ans plus tard des suites d'un malaise, à l'âge de 65 ans. Son deuxième fils Piersanti est investi président de la Sicile en 1978 et assassiné par la mafia deux ans plus tard. En 2015, son quatrième fils Sergio est élu président de la République italienne.

## Biographie

### Premières années

#### Enfance et adolescence
Il naît le 15 septembre 1905 à Castellammare Del Golfo, une ville moyenne de la province de Trapani, au nord-ouest de la Sicile. Premier d'une fratrie de sept, il est le fils de Santo Mattarella et Caterina Di Falco, un couple de pêcheurs de condition sociale modeste et très catholique. Pendant son adolescence, il fréquente l'Action catholique de sa ville natale, puis il déménage à Alcamo pour s'inscrire au lycée.

#### Débuts précoces en politique
Il s'inscrit en 1922 au Parti populaire italien (PPI), qu'il s'attache à développer dans le nord-ouest sicilien. Il recrée la section d'Alcamo puis fonde celle de Castellammare Del Golfo. Le PPI est finalement dissous par le régime fasciste en novembre 1926 mais il poursuit son militantisme dans le milieu catholique. Ainsi en 1928 prend-il la présidence de la Jeunesse catholique (SGCI) de Mazara del Vallo.
Un an plus tard, en août 1929, Bernardo Mattarella est diplômé en droit de l'université de Palerme après une thèse sur le pouvoir exécutif aux États-Unis. Il rejoint en juin 1932 le conseil supérieur de la SGCI. Proche du cercle dirigeant de l'ancien PPI, notamment Giuseppe Spataro et Alcide De Gasperi, il se rend régulièrement à Rome alors que l'Italie est gouvernée par Benito Mussolini.

### Une figure de la DC

#### Fondateur de la Démocratie chrétienne
Il adhère en 1942 au projet politique mené par De Gasperi et qui dit aboutir à la fondation de la Démocratie chrétienne (DC). Il participe ainsi à la rédaction en mai 1943 à Rome du manifeste « Idées reconstructives de la Démocratie chrétienne », qui pose les bases du nouveau grand parti catholique et centriste.
Après que la Sicile a été libérée en août suivant, il fonde le comité provincial de la DC de Palerme, dont il devient président. Il est ensuite nommé vice-président du comité régional, puis les Alliés le désignent membre de l'exécutif municipal de Palerme en septembre.

#### Débuts dans les institutions
Il commence son parcours institutionnel à 38 ans, lorsqu'il prend un poste de secrétaire d'État du ministère de l'Instruction publique dans le gouvernement provisoire d'Ivanoe Bonomi en juin 1944. En fonction pendant un an, il intègre peu après les instances dirigeantes nationales de la DC : le premier conseil national — réuni au début du mois d'août 1945 — en fait ainsi le vice-secrétaire du parti aux côtés d'Alcide De Gasperi. Le Ier congrès national — convoqué en avril 1946 — l'élit membre du conseil national.

#### Député
Il appartient à l'assemblée non-élue de la Consulta Nazionale dès sa formation le 25 septembre 1945.
Au cours de la campagne pour le référendum sur la forme de l'État des 2 et 3 juin 1946, il soutient la proclamation de la République mais ne l'affirme pas explicitement et ouvertement, pour ne pas choquer l'électorat conservateur et monarchiste de la DC. Cette position est identique à celle portée par De Gasperi. L'option républicaine l'emporte avec 54,3 % au niveau national mais obtient seulement 39 % dans la province de Palerme.
Le même jour, il est élu député de la circonscription de Palerme à l'Assemblée constituante. À l'ouverture de la mandature le 25 juin, il est choisi pour exercer avec deux autres parlementaires les fonctions de questeur.
Il est réélu député au cours des premières élections générales de l'Italie républicaine, le 18 avril 1948. Il intègre la nouvelle Chambre des députés après avoir remporté un siège de la circonscription de Palerme avec 78 706 votes de préférence. Alors qu'il est confirmé questeur à l'ouverture de la Ire législature le 8 mai, il renonce seulement 19 jours plus tard au profit de Stefano Riccio afin de devenir secrétaire d'État du ministère des Transports, un poste qu'il conserve jusqu'au 27 janvier 1950.

### De fréquentes fonctions ministérielles
Après avoir été réélu député de Palerme avec 86 375 voix préférentielles au cours des élections du 7 juin 1953, il obtient le 16 juillet sa première charge ministérielle, en tant que ministre de la Marine marchande du huitième et dernier gouvernement d'Alcide De Gasperi.
Il l'exerce à peine plus d'un mois, puisque le nouveau président du Conseil des ministres Giuseppe Pella en fait son ministre des Transports le 17 août. Il est ensuite confirmé par Amintore Fanfani, puis Mario Scelba.
Quand Antonio Segni accède au pouvoir le 6 juillet 1955, Mattarella change à nouveau de portefeuille et prend les fonctions de ministre du Commerce extérieur. Il les exerce jusqu'au 19 mai 1957, lorsque Adone Zoli lui confie sa quatrième responsabilité ministérielle en quatre ans, celle de ministre des Postes et des Télécommunications.
Lors des élections générales du 25 mai 1958, il conserve son mandat de député de Palerme après avoir réuni 120 757 suffrages personnels, ce qui constitue alors le meilleur résultat de la circonscription. Porté le 30 juin à la présidence de la commission des Transports, des Postes et des Télécommunications, et de la Marine marchande, il quitte dès le lendemain le gouvernement.
Il y fait finalement son retour alors que la législature entre dans sa phase de conclusion. À la formation de son quatrième cabinet, Amintore Fanfani rappelle Mattarella comme ministre des Transports et de l'Aviation civile. À la suite de sa réélection à la chambre basse avec 101 648 votes de préférence au scrutin des 28 et 29 avril 1963, le nouveau chef de l'exécutif Giovanni Leone le désigne ministre de l'Agriculture et des Forêts.
Quand Aldo Moro prend la présidence du Conseil le 4 décembre, Bernardo Mattarella accède à 58 ans à sa dernière charge exécutive : ministre du Commerce extérieur. Il la garde jusqu'à la constitution du gouvernement Moro III le 23 février 1966. Étant resté en fonction deux ans et deux mois, il établit son record personnel de longévité à la tête d'un ministère.

### Mort
Son ultime réélection, à l'occasion des élections générales des 19 et 20 mai 1968, est obtenue avec son plus mauvais résultat personnel, 70 698 voix préférentielles. À l'ouverture de la Ve législature le 11 juillet il est désigné président de la commission de la Défense de la Chambre des députés.
Il meurt le 1er mars 1971, à l'âge de 65 ans, deux jours après avoir fait un malaise dans l'enceinte du palazzo Montecitorio, siège de la Chambre des députés.

### Famille

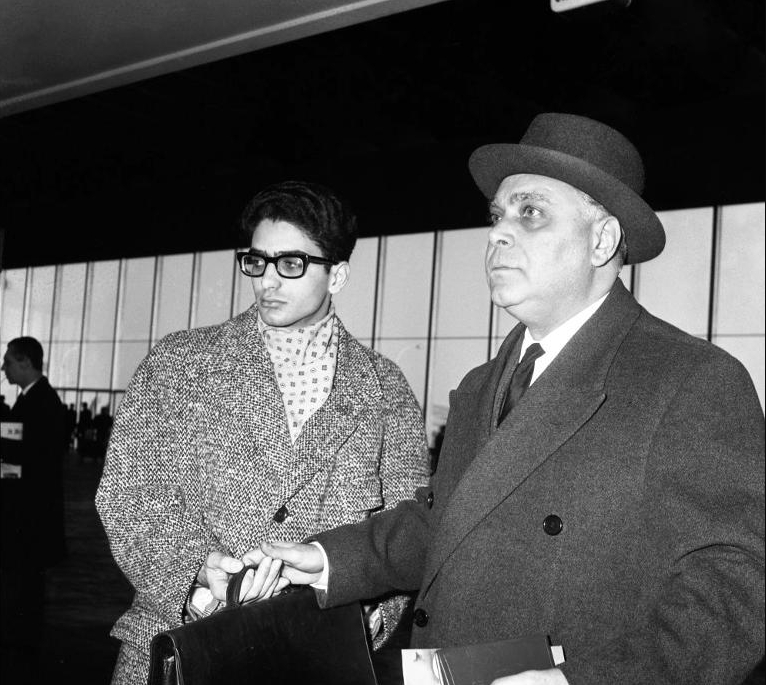
Sergio et Bernardo Mattarella, 1963

Il épouse Maria Buccellato (1907-2001) en 1933, dont le nom de famille est le même que celui de la famille mafieuse de Castellammare del Golfo mais sans lien direct. Ensemble, ils ont quatre enfants dont deux se sont engagés dans une carrière politique. Son second fils Piersanti est investi président de la Région autonome de Sicile en mars 1978. Il est assassiné moins de deux ans plus tard par Cosa Nostra. Son quatrième et dernier enfant, Sergio s'engage peu après en politique et devient en 2015 président de la République italienne.